# بيريستيتشكو
بيريستيتشكو (Берестечко) هي مدينة في مقاطعة فولينسكا في أوكرانيا.
يبلغ عدد سكانها حوالي 1846 نسمة.